# Васпитач
Едукатор је најопштије, онај који преноси знање – учитељ. У социјалном раду, особа одговорна да помогне клијентима како би се оспособили за коришћење неопходних адаптивних вештина. То чини обезбеђивањем релевантних информација на начин који је разумљив клијенту, нудећи савете, сугестије и алтернативе, разјашњавајући њихове могуће консеквенце, моделе понашања, технике решавања проблема и разјашњавањем перцепција у процесу едукације. Користе се и остале методе социјалног рада које укључују улогу фацилитатора, улогу омогућивача и улогу мобилизатора.